# Ocypodoidea
Ocypodoidea — надродина крабів, названа за назвою роду Ocypode. Містить понад 300 наявних на сьогодні видів, що належать до 8 родин:
- Camptandriidae Stimpson, 1858
- Dotillidae Stimpson, 1858
- Heloeciidae H. Milne-Edwards, 1852
- Macrophthalmidae Dana, 1851
- Mictyridae Dana, 1851
- Ocypodidae Rafinesque, 1815
- Ucididae Števčić, 2005
- Xenophthalmidae Stimpson, 1858